# Бенсли (Вирџинија)
Бенсли (енгл. Bensley) насељено је место без административног статуса у америчкој савезној држави Вирџинија.

## Демографија
По попису из 2010. године број становника је 5.819, што је 384 (7,1%) становника више него 2000. године.
| Група             | 2000.         | 2010.         |
| Белци             | 3.051 (56,1%) | 2.104 (36,2%) |
| Афроамериканци    | 1.322 (24,3%) | 1.433 (24,6%) |
| Азијати           | 239 (4,4%)    | 116 (2,0%)    |
| Хиспаноамериканци | 689 (12,7%)   | 2.080 (35,7%) |
| Укупно            | 5.435         | 5.819         |